# NHIndustries

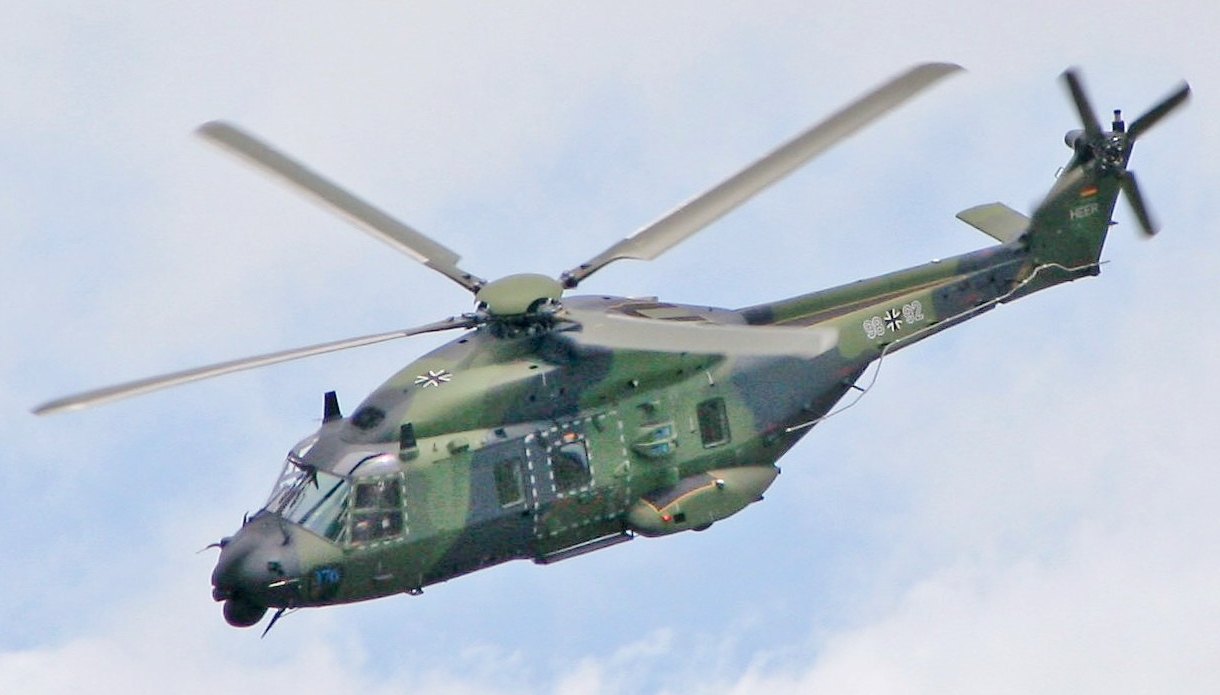
Un NHIndustries NH90 in forza alla Bundeswehr.

La NHIndustries è un'azienda aeronautica multinazionale specializzata nella produzione di elicotteri fondata nel 1992.
La NHIndustries è stata specificamente creata per essere l'appaltatore principale per la progettazione, lo sviluppo, l'industrializzazione, la produzione ed il supporto logistico della famiglia di elicotteri multiruolo NHIndustries NH90 in tutte le sue versioni.
È una joint venture nata dalla collaborazione della franco-tedesca Eurocopter, dell'italiana Agusta e dell'olandese Stork Fokker Aerospace.
La partecipazione delle aziende consorziate è così suddiviso:
- Airbus → Airbus Helicopters→ Airbus Helicopters France: 31,25%
- Airbus → Airbus Helicopters→ Airbus Helicopters Deutschland: 31,25%
- Stork N.V. → Fokker→ Fokker Aerostructures: 5,5%
- Leonardo → Leonardo Helicopters: 32%

## Stabilimenti
- Airbus Helicopters, Marignane
- Airbus Helicopters Deutschland, Donauwörth
- Leonardo Divisione Elicotteri, Tessera
- Eurocopter Spain, Albacete